# Stensjön (Los socken, Hälsingland, 683645-146675)
Stensjön är en sjö i Ljusdals kommun i Hälsingland och ingår i Ljusnans huvudavrinningsområde. Sjön har en area på 0,166 kvadratkilometer och ligger 278,1 meter över havet.

## Delavrinningsområde
Stensjön ingår i det delavrinningsområde (683666-146699) som SMHI kallar för Mynnar i Övre Lomsjön. Medelhöjden är 336 meter över havet och ytan är 23,55 kvadratkilometer. Räknas de 9 avrinningsområdena uppströms in blir den ackumulerade arean 55,46 kvadratkilometer. Nätsjöbäcken som avvattnar avrinningsområdet har biflödesordning 4, vilket innebär att vattnet flödar genom totalt 4 vattendrag innan det når havet efter 164 kilometer. Avrinningsområdet består mestadels av skog (85 procent). Avrinningsområdet har 0,9 kvadratkilometer vattenytor vilket ger det en sjöprocent på 3,8 procent.